# Фабрициус (пароход)
«Фабрициус» — советский транспорт (ранее — грузовой пароход), принимавший активное участие в переброске маршевых пополнений, провизии, фуража в первые месяцы Великой Отечественной войны на Черноморском театре боевых действий.

## История
Первоначальное название судна — «Antigone». Оно было спущено на воду в 1903 году в порту Стоктон, на верфи Крег. Проектная документация парохода предусматривала наличие четырёх трюмов и пяти лебедок, имевших различную грузоподъёмность (1—4 тонн). Основным двигателем судна была машина тройного расширения мощностью 1200 л. с., приводившаяся в движение паром, который вырабатывался двумя большими котлами.
Судно сменило несколько владельцев и названий. В конце 1920-х гг оно принадлежало немецкому, а затем французскому судовладельцу, как "Emmy Friedrich" и "Saida", соответственно. После того, как оно 4 ноября 1929 года потерпело аварию в Белом море и 5 декабря того же года было поднято, владелец отказался от спасения. "Саида" была передана Северной конторе Совторгфлота, а затем, в 1932 году — приобретена Черноморским государственным морским пароходством и переименована в «Фабрициус».
С началом Великой Отечественной войны (если быть точнее — 27 июля 1941 года) пароход был зачислен в списки военных судов, которым отводилась транспортная роль.
2 марта 1942 года, во время сложного перехода по маршруту Новороссийск — Камыш-Бурун, «Фабрициус» был атакован немецким самолётом, в арсенале которого находились специальные торпеды (по информации западных источников, транспорт был торпедирован итальянским торпедным катером МАS). Капитан парохода, Михаил Иванович Григор, несмотря на контузию, сумел дождаться помощи, а затем посадить уже опустевшее судно на мель, протянувшуюся в юго-западном направлении относительно маяка мыса Большой Утриш (окрестности Анапы). В результате нападения было убито пять членов экипажа «Фабрициуса». В числе погибших оказался и первый помощник капитана Ломоносов.
После войны значительная часть «Фабрициуса» была разобрана на металлолом.

## Современное состояние
В настоящее время внимательный ныряльщик сможет обнаружить остатки судна на глубине 2-3 метров. На дне сохранились фрагменты носовой части, якорный клюз, секции леерного ограждения, части бортов с овальными отверстиями иллюминаторов. Поле обломков неоднократно осматривалось исследователями клуба «Нептун-Про», командой Александра Елкина, инициативной группой «Анапа-2009».